# 杨氏宗祠名人题刻
杨氏宗祠名人题刻，位于中国云南省大理白族自治州宾川县平川镇东北盘谷村杨氏宗祠内，现属于云南省级文物保护单位。

## 历史
杨氏宗祠是民国十九年（1930年），时任云南宪兵司令的杨如轩为纪念其母百岁高龄而兴建，民国二十一年（1932年）竣工。中华人民共和国成立后，宗祠被政府占用。在1950～1953年成为宾川县第四区（平川）盘谷乡政府驻地，后被粮管所改造为粮仓，这期间杨氏宗祠受到极大破坏，1989年划归平川文化站管理。2008年4月开始对宗祠及周边进行了修缮，分两期进行，2011年4月底竣工。

## 现状
杨氏宗祠占地面积1380平方米，现存祠堂、东西厢房、过厅、百寿亭等建筑。宗祠内现存蒋介石、胡汉民、于右任、李根源、朱培德、谭延闿、蔡元培、章炳麟、袁嘉谷、陈荣昌等五十多人的题刻，是云南省现存民国时期当代要人和海内名流题刻最多的一处。2003公布为云南省文物保护单位。